# توقیعات امام زمان
توقیعات امام زمان به نامه‌ها و نوشته‌های امام دوازدهم شیعیان دوازده امامی، معروف به حجت بن الحسن (ملقب به مهدی) گفته می‌شود. هدف از توقیعات حجت بن الحسن، پاسخ به پرسش‌های شیعیان یا اطلاعیه‌هایی به منظور آگاهی شیعیان بوده که به صورت کتبی، اکثراً در دوران غیبت صغری فرستاده‌ است. پس از به امامت رسیدن حجت بن الحسن، این نامه‌ها از طریق چهار سفیر وی (مشهور به نواب اربعه) در مدت تقریباً ۷۰ سال (۲۶۰ ه‍.ق تا ۳۲۹ ه‍.ق) به دست شیعیان می‌رسید.
توقیعات حجت بن الحسن، در تثبیت مکتب شیعه دوازده امامی در دوران غیبت صغری نقش داشت. زیرا پس از درگذشت حسن عسکری (امام یازدهم) شیعیان، علی رغم وجود متونی از محمد و امامان پیشین مبنی بر وجود امام دوازدهم از فرزندان حسن عسکری، که به شیعیان رسیده بود، و همچنین تلاش‌های حسن عسکری در دوران حیاتش مبنی بر معرفی فرزندش (حجت بن الحسن) به شیعیان خاص، باز هم برخی از شیعیان در مورد امام دوازدهم دچار تردید و حیرت شدند. این تردید از آنجا نشأت می‌گرفت که ولادت حجت بن الحسن، توسط پدرش (حسن عسکری) به منظور حفظ جان وی از خلفای عباسی، علنی نشده بود. چرا که خلفای بنی‌عباس بنابر متون رسیده، از محمد و امامان، می‌دانستند که فرزند حسن عسکری دوازدهمین (آخرین) امام شیعیان همان مهدی است؛ که اهمیت ویژه‌ای برای شیعیان دارد. از این رو برای حفظ حکومت خود، در صدد حذف حجت بن الحسن بودند. میزان اطلاع‌رسانی و تأکید در مورد فرزند حسن عسکری به عنوان امام دوازدهم شیعیان، توسط محمد و امامان قبلی به اندازه‌ای بود که حتی قبل از زمان حسن عسکری، کتاب‌های مستقلی درباره وجود و غیبت امام دوزادهم توسط افرادی مانند علی بن مهزیار اهوازی و فضل بن شاذان نیشابوری نوشته شده بود.
در نتیجه، با رفع تردیدهای مذکور، توقیعات امام زمان که عموماً خطاب به شیعیان نوشته می‌شد و توسط نواب اربعه به دست آن‌ها می‌رسید، قوت قلبی بر وجود حجت بن الحسن برای شیعیان بود و موجب تثبیت تشیّع شد. برخی از این توقیعات به خط خود حجت بن الحسن و همراه با مُهر وی بوده ‌است.

## محتوی توقیعات
مجموعه توقیعات امام زمان در دو کتاب کمال الدین و تمام النعمة اثر  صدوق و الغیبة اثر  طوسی جمع‌آوری شده‌است. در کتاب کمال الدین ۴۹ توقیع و در کتاب الغیبة نیز ۴۳ توقیع تدوین شده که ۱۲ عدد آن‌ها مشترک است. در نتیجه، مجموعاً ۸۰ توقیع در این دو کتاب در ۵ دسته اصلی تشریح شده‌ است:

### پاسخ به مسائل اعتقادی شیعیان
بخشی از توقیعات حجت بن حسن در پاسخ به پرسش‌های شیعیان در مورد مسائل عقیدتی مانند توحید، نبوت و امامت است. مهدی (حجت بن الحسن) در پاسخ به پرسش‌های مربوط به امامت، با اشاره به آیات قرآن و تأکید بر اینکه زمین هیچ‌گاه خالی از حجّت نبوده‌است و این سنّت الهی تا قیامت ادامه پیدا می‌کند، به وظیفه امام در تعیین امامِ بعد از خود پرداخته و خاطرنشان ساخته که پدرش (حسن عسکری)، وی را به امامت معرفی نموده‌است.

### تکذیب مدّعیان امامت
بخشی از توقیعات مهدی برای روشنگری در مورد مدّعیان دروغین امامت مانند جعفر بن علی (معروف به جعفر کذاب) بود که به عقیده عامه شیعیان از پنهان بودن حجت بن الحسن در انظار عمومی سوء استفاده کرده و خود را امام معرفی می‌کردند. در چنین شرایطی برای اینکه حقیقت پوشیده نماند و شیعیان دچار تردید نشوند، امام مهدی توقیعاتی در مذمّت، تکذیب و لعن آن دروغگویان صادر می‌کرد.

### پاسخ به مسائل فقهی شیعیان
بخشی از توقیعات امام زمان در پاسخ به پرسش‌های شیعیان در مورد مسائل فقهی مانند طهارت، نماز، روزه، حج، شهادت، قضا، وقف، معاملات، خمس، صدقه، نکاح، مُسکرات و … است.

### اموال رسیده به امام
بخشی از توقیعات امام زمان در مورد اموالی است که شیعیان به عنوان خمس و دیگر وجوه شرعی توسط نواب اربعه به حجت بن الحسن می‌فرستادند.
شماری از توقیعات راجع به اموالی است كه شیعیان به عنوان خمس و دیگر وجوه شرعی توسط وكلا یا نایبان خاص به حضور امام خود می فرستادند كه نمونه هایی چند نقل می شود: 
۱- صدوق از پدرش نقل می كند كه سعد بن عبدالله گفت، اسحاق بن یعقوب گفت از  عمری شنیدم می گفت: با مردی اهل سواد هم صحبت شدم كه مالی از حجت بن الحسن با وی بود و آن را برای امام غایب فرستاده بود، ولی مال بازگشت داده شده به وی گفته شده بود: حق عمو زاده ات را كه چهارصد درهم است از آن بیرون كن. آن مرد از شنیدن جواب حیران و بهت زده و در شگفت شد و به حساب اموالش رسیدگی كرد. مزرعه ای از پسر عمویش در دست او بود كه مقداری از در آمد آن
صفحه ۹۸ 
را پرداخت كرده و بعضی را نپرداخته بود. (چون حسابرسی كرد) معلوم شد چهارصد درهم از حق او را چنان كه  حجت بن الحسن گفته اند نداده است. پس آن مقدار را از مالش بیرون كرد و بقیه را فرستاد، كه مورد قبول واقع شد.۲- محمد بن شاذان نیشابوری گوید: نزد من پانصد درهم كه بیست درهم كسر داشت جمع شده بود، و من دوست نداشتم (پولی كه می فرستم) این مقدارش كم باشد. بدین جهت از مال خودم بیست درهم وزن كرده بدان افزودم و به اسدی (وكیل حجت بن الحسن) دادم، اما از اینكه كمبودی داشته و من آن را كامل كرده ام چیزی ننوشتم. جواب نامه رسید: پانصد درهم كه بیست درهم از تو بود واصل شد... ۳ - همین خبر را صدوق نیز نقل می كند و بعد از آن می افزاید: محمد بن شاذان گفت: بعد از این مالی به حضور امام فرستادم اما روشن نكردم كه از كیست. اما جواب رسید كه: آن مال رسید، قدری از آن مال فلانی است و قدری از فلانی، یعنی  حجت بن الحسن دانستند صاحبان اصلی مال كیست و به اطلاع او رساندند.۳- كلینی از حسن بن عیسی عریضی نقل می كند كه گفت: چون ابومحمد حسن عسكری درگذشت مردی اهل مصر با مالی
صفحه ۹۹ 
كه برای امام آورده بود به مكه وارد شد. دید درباره جانشین آن امام اختلاف است. بعضی مردم می گفتند:حسن بدون فرزند درگذشت، و جانشین او جعفر است. بعضی می گفتند: حسن عسكری درگذشت ولی فرزند بر جا گذاشته. او مردی را كه كنیه اش ابوطالب بود با نامه ای به عسكر (سامرا) فرستاد. وی به سوی جعفر رفت، و از او برهان (امامتش را) خواست. جعفر گفت: اكنون آمادگی (برای جواب) ندارد! سپس به در منزل امام روی آورد و نوشته اش را به اصحاب داد. پاسخ برایش آمد: خدا ترا در (مرگ) دوستت اجرا دهد. همانا او مرد و مالی كه با او بود به شخص موثقی وصیت كرد، تا در آن باب بدانچه لازم است عمل كند. و جواب نامه اش داده شد. (ابوطالب چون به مكه برگشت صدق گفتار حجت بن الحسن برایش روشن شد).

### کرامت‌ها و دعاها
بخشی از توقیعات امام زمان در جهت نشان دادن کرامت‌های وی نوشته شده تا سبب اطمینان قلب بیشتر شیعیان شود. از جمله این توقیعات می‌توان خبر دادن مهدی از حقوق مالی پنهان و دیگر امور نهانی و دعاهای وی در پی درخواست‌های متعدد شیعیان را نام برد.

## نمونه‌هایی از توقیعات

### نمونه ۱
ابن ابی غانم قزوینی و گروهی از شیعیان در مورد جانشین حسن عسکری اختلاف کردند. شیعیان در این‌باره نامه‌ای نوشتند و از طریق نواب اربعه به حجت بن الحسن فرستادند و اختلاف پیش آمده را به وی اطلاع دادند. جواب نامه با خط خود مهدی چنین آمد:
"... به من خبر رسیده‌است که گروهی از شما در دین اختلاف کرده و در مورد سرپرستان امور (امامان) خود به شک و سرگردانی افتاده‌اند… آیا ندیدید چگونه خداوند از زمان آدم تا زمان امام پیشین برای شما پناهگاه‌هایی قرار داد تا به آنها پناه ببرید و پرچم‌هایی برافراشت تا به واسطه آنها هدایت شوید. هر گاه پرچمی ناپدید شد پرچمی دیگر پدیدار گردید و هر گاه ستاره‌ای غروب کرد ستاره‌ای دیگر دمید. وقتی خداوند او (حسن عسکری) را به سوی خود برد، گمان کردید که خداوند دین خود را باطل ساخته و واسطه میان خود و خلق خود را قطع کرده‌است. (اما) هرگز چنین نبوده و تا زمانی که قیامت برپا شود و امر خداوند سبحان آشکار گردد نیز این گونه نخواهد شد. امام پیشین (حسن عسکری) درگذشت… و وصیت او و دانش او و جانشین او در ماست و کسی جز ستمگر گنهکار بر سر مقام او با ما نزاع نمی‌کند…"

### نمونه ۲
محمد بن ابراهیم بن مهزیار که پدرش وکیل امام عسکری بود و خودش نیز پس از وفات پدر جایگزین او شد، ابتدا نسبت به وجود امام زمان تردید داشت. اما وقتی وارد عراق شد، توقیعی از سوی امام مهدی برای او صادر شد. در این توقیع آمده‌است:
"... به مهزیار بگو آنچه دربارهٔ شیعیان ما در منطقه خودتان گفتی دریافتیم. به آنان بگو آیا نشنیده‌اید که خداوند عزوجل فرموده‌است: «ای کسانی که ایمان آورده‌اید خدا را اطاعت کنید و پیامبر و اولیای امر خود را (نیز) اطاعت کنید» (نساء، ۵۹)؛ مگر نه اینکه خدا به چیزی که تا روز قیامت وجود دارد فرمان داده‌است؟ آیا ندیده‌اید که خداوند عزوجل از زمان آدم تا زمان ابومحمد امام پیشین برای شما پناهگاه‌هایی قرار داد تا به آن‌ها پناه برید و پرچم‌هایی که به وسیله آن‌ها هدایت شوید؟ و هر گاه پرچمی پنهان شد پرچمی دیگر آشکار گردید و هر گاه ستاره‌ای غروب کرد ستاره‌ای دیگر دمید. وقتی خداوند او (حسن عسکری) را به سوی خود برد، گمان کردید که خداوند دین خود را باطل ساخته و واسطه میان خود و خلق خود را قطع کرده‌است. اما هرگز چنین نبوده و تا روز قیامت چنین نخواهد بود. ای محمد بن ابراهیم نسبت به امری که بخاطر آن (به عراق) آمده‌ای دچار شک نشو که خداوند عزوجل زمین را از حجت خالی نمی‌گذارد…"

### نمونه ۳
ارتباط مهدی با شیعیان از آغاز امامت وی در سال ۲۶۰ ه‍.ق تنها از طریق نواب اربعه بود. آخرین سفیر (نائب) خاص، علی بن محمد سمری بود که در پانزدهم شعبان سال ۳۲۹ ه‍.ق از دنیا رفت. یک هفته قبل از وفات او، توقیعی از سوی حجت بن الحسن خطاب به وی صادر شد:
"ای علی بن محمد سمری!... تو تا شش روز دیگر وفات خواهی کرد. پس کارهایت را تمام کن و به هیچ‌کس به عنوان جانشین خویش وصیت نکن زیرا اکنون غیبت دوم آغاز شده‌است، و ظهوری نخواهد بود تا زمانی که خداوند اجازه فرماید…"
پس از درگذشت علی بن محمد سمری ارتباط مهدی از طریق نواب خاص نیز خاتمه یافت. از این زمان به بعد غیبت وارد مرحله جدیدی شد که در منابع متأخر غیبت کبری نامیده شده‌است.